# Knolliger Storchschnabel
Der Knollige Storchschnabel (Geranium tuberosum), genannt auch Knollengeranie, ist eine Pflanzenart aus der Gattung der Storchschnäbel (Geranium) in der Familie der Storchschnabelgewächse (Geraniaceae).

## Merkmale
Der Knollige Storchschnabel ist eine ausdauernde krautige Pflanze, mit einem kurzen, knolligen, essbaren Rhizom. Der Stängel ist aufrecht und 20 bis 30 Zentimeter lang. Die Laubblätter sind 5 bis 10 Zentimeter breit und fein fiederschnittig bis zur Mittelrippe, mit linealischen Abschnitten.
Die Blüten stehen in doldigen Blütenständen. Die zwittrigen, radiärsymmetrischen Blüten sind fünfzählig. Die fünf Kronblätter sind tief eingeschnitten und purpurrosa mit dunkleren Adern.
Die Blütezeit reicht von April bis Mai.
Die Chromosomenzahl beträgt 2n = 28.

## Vorkommen
Der Knollige Storchschnabel kommt vom Mittelmeergebiet bis zum West-Iran vor.